# ジャカ・ガンボ
ジャカ・ガンボ（J̌aqa Γambo、モンゴル語: Жаха Хамбу、中国語: 札合敢不、? - 1328年）は、ケレイト部族長オン・カン（トオリル）の弟。娘にチンギス・カン家に嫁いだソルコクタニ・ベキ、ベクトゥトミシュらがおり、モンケ（モンゴル帝国の第4代カアン）、クビライ（第5代カアン）、フレグ（イルハン朝の初代君主）、アリクブケらを孫に持つ。

## 概要
『集史』によると、本名はケレイテイ（Kereyidei、「ケレイト人出の」という意）であるとされる。
クルチャクス・ブイルク・カンの息子として生まれたが、一時タングート（西夏）の捕虜とされたことがあった。「ジャカ・ガンボ」という名は「広大な」を意味するrGya、「完成した者・覚者」を意味するsgam-poというチベット語系の名称であり、チベット系民族であるタングートの下にいた時につけられてものと見られる。
兄のトオリルは多数いる弟たちを謀殺していくことでカンの座を勝ち取っていたが、ジャカ・ガンボは殺されるのを免れオン・カン麾下の有力王族として活動することを許されていた。『元朝秘史』ではテムジン（チンギス・カン）の要請によってテムジン、ジャムカらとともにメルキト部を討伐することになった時、トオリルとジャカ・ガンボはそれぞれ1万ずつ軍を率いていたことが記される。
テムジン率いるモンゴル勢力が勃興しつつある頃、オン・カンとの関係が悪化していたジャカ・ガンボは早い段階からテムジンの下に投じて友好的な関係を築いていた。テムジンがオン・カンとの戦いに勝利しケレイト部を征服するとケレイト部民のほとんどはテムジンの親族や君臣に分割されたが、ジャカ・ガンボの一族のみはそのまま存続することを許された。この時に、ジャカ・ガンボは娘のイバカ・ベキをテムジンに、ベクトゥトミシュをジョチに、ソルコクタニ・ベキをトルイに嫁がせている。
しかし、後にジャカ・ガンボはテムジンより離反したため、ジュルチェデイによって生け捕りとされた。この功績によって一度テムジンが娶ったイバカ・ベキを下賜されている。チンギス・カンの没後第2代カアンはオゴデイとなったものの、後にモンケとクビライがカアンになったことから、これ以後のカアンはジャカ・ガンボの娘のソルコクタニ・ベキとチンギス・カンの末子のトルイとの間に生まれた血統から輩出されるのが慣例となった。

## 娘
- イバカ・ベキ（Ibaqa Beki） - チンギス・カンの妃、後にウルウト族長ジュルチェデイの妻
- ソルコクタニ・ベキ（Sorqaqtani Beki） - チンギス・カンの四男のトルイの妻
- ベクトゥトミシュ（Bäktütmiš） - チンギス・カンの長男のジョチの妻
- 名称不明 - オングト族長の妻